# Wioślarstwo na Letnich Igrzyskach Olimpijskich 1952 – jedynka
Rywalizacja w jedynce mężczyzn w wioślarstwie na Letnich Igrzyskach Olimpijskich 1952 rozgrywana była między 20 a 23 lipca 1952 na torze regatowym Meilahti w Helsinkach. Wystartowało 18 zawodników z 18 krajów.
| Data          | Godzina |           |
| ------------- | ------- | --------- |
| 21 lipca 1952 | 09:00   | Runda 1   |
| 21 lipca 1952 | 09:00   | Repasaże  |
| 21 lipca 1952 | 09:00   | Półfinały |
| 22 lipca 1952 |         | Repasaże  |
| 23 lipca 1952 | 17:00   | Finał     |

## Format
W rundzie 1 rozegrano cztery wyścigi, z których dwaj pierwsi zawodnicy awansowali do półfinału, pozostali zaś do repasaży. Z czterech wyścigów repasażowych zwycięzcy każdego wyścigu awansowali do drugiej rundy repasaży pozostali zawodnicy odpadały z rywalizacji. Z dwóch wyścigów półfinałowych zwycięzcy awansowali do finału, pozostali zawodnicy awansowali do repasaży (druga runda). Z trzech wyścigów repasażowych tylko zwycięzcy awansowali do finału.

## Wyniki

### Runda 1
Bieg 1
| Pozycja | Zawodnik      | Reprezentacja     | Czas   | Uwagi |
| ------- | ------------- | ----------------- | ------ | ----- |
| 1.      | Tony Fox      | Wielka Brytania   | 7:45,1 | Q     |
| 2.      | Ian Stephen   | Południowa Afryka | 7:47,7 | Q     |
| 3.      | Sevi Holmsten | Finlandia         | 7:52,1 |       |
| 4.      | Juan Omedes   | Hiszpania         | 8:03,1 |       |
| 5.      | Carlos Adueza | Chile             | 8:22,3 |       |

Bieg 2
| Pozycja | Zawodnik         | Reprezentacja     | Czas   | Uwagi |
| ------- | ---------------- | ----------------- | ------ | ----- |
| 1.      | Mervyn Wood      | Australia         | 7:44,1 | Q     |
| 2.      | Paul Meyer       | Szwajcaria        | 7:44,5 | Q     |
| 3.      | Günther Schütt   | Protektorat Saary | 7:58,4 |       |
| 4.      | František Reich  | Czechosłowacja    | 7:59,0 |       |
| 5.      | Henri Steenacker | Belgia            | 8:04,0 |       |

Bieg 3
| Pozycja | Zawodnik        | Reprezentacja     | Czas   | Uwagi |
| ------- | --------------- | ----------------- | ------ | ----- |
| 1.      | Jack Kelly      | Stany Zjednoczone | 7:58,4 | Q     |
| 2.      | Teodor Kocerka  | Polska            | 7:59,5 | Q     |
| 3.      | Ugo Pifferi     | Włochy            | 8:09,0 |       |
| 4.      | Hussein El-Alfy | Królestwo Egiptu  | 8:33,5 |       |

Bieg 4
| Pozycja | Zawodnik       | Reprezentacja | Czas   | Uwagi |
| ------- | -------------- | ------------- | ------ | ----- |
| 1.      | Jurij Tiukałow | ZSRR          | 7:47,9 | Q     |
| 2.      | Eduardo Risso  | Urugwaj       | 7:52,0 | Q     |
| 3.      | Henri Butel    | Francja       | 8:00,4 |       |
| 4.      | Rob van Mesdag | Holandia      | 8:02,0 |       |

### Repasaże
Bieg 1
| Pozycja | Zawodnik        | Reprezentacja    | Czas   | Uwagi |
| ------- | --------------- | ---------------- | ------ | ----- |
| 1.      | Rob van Mesdag  | Holandia         | 7:35,6 | Q     |
| 2.      | Sevi Holmsten   | Finlandia        | 7:37,2 |       |
| 3.      | Hussein El-Alfy | Królestwo Egiptu | 8:07,1 |       |

Bieg 2
| Pozycja | Zawodnik       | Reprezentacja     | Czas   | Uwagi |
| ------- | -------------- | ----------------- | ------ | ----- |
| 1.      | Günther Schütt | Protektorat Saary | 7:38,4 | Q     |
| 2.      | Henri Butel    | Francja           | 7:41,2 |       |
| 3.      | Juan Omedes    | Hiszpania         | 7:45,1 |       |

Bieg 3
| Pozycja | Zawodnik        | Reprezentacja  | Czas   | Uwagi |
| ------- | --------------- | -------------- | ------ | ----- |
| 1.      | František Reich | Czechosłowacja | 7:39,0 | Q     |
| 2.      | Ugo Pifferi     | Włochy         | 7:47,5 |       |

Bieg 4
| Pozycja | Zawodnik         | Reprezentacja | Czas   | Uwagi |
| ------- | ---------------- | ------------- | ------ | ----- |
| 1.      | Henri Steenacker | Belgia        | 7:43,8 | Q     |
| 2.      | Carlos Adueza    | Chile         | 8:08,9 |       |

### Półfinały
Bieg 1
| Pozycja | Zawodnik       | Reprezentacja   | Czas   | Uwagi |
| ------- | -------------- | --------------- | ------ | ----- |
| 1.      | Tony Fox       | Wielka Brytania | 7:54,4 | Q     |
| 2.      | Mervyn Wood    | Australia       | 8:02,5 |       |
| 3.      | Eduardo Risso  | Urugwaj         | 8:05,9 |       |
| 4.      | Teodor Kocerka | Polska          | 9:10,6 |       |

Bieg 2
| Pozycja | Zawodnik       | Reprezentacja     | Czas   | Uwagi |
| ------- | -------------- | ----------------- | ------ | ----- |
| 1.      | Jurij Tiukałow | ZSRR              | 7:52,6 | Q     |
| 2.      | Jack Kelly     | Stany Zjednoczone | 7:57,3 |       |
| 3.      | Ian Stephen    | Południowa Afryka | 8:02,3 |       |
| 4.      | Paul Meyer     | Szwajcaria        | 8:07,1 |       |

### Druga runda repasaże
Bieg 1
| Pozycja | Zawodnik         | Reprezentacja | Czas   | Uwagi |
| ------- | ---------------- | ------------- | ------ | ----- |
| 1.      | Mervyn Wood      | Australia     | 7:45,5 | Q     |
| 2.      | Paul Meyer       | Szwajcaria    | 7:48,3 |       |
| 3.      | Rob van Mesdag   | Holandia      | 7:57,2 |       |
| 4.      | Henri Steenacker | Belgia        | 7:59,5 |       |

Bieg 2
| Pozycja | Zawodnik        | Reprezentacja     | Czas   | Uwagi |
| ------- | --------------- | ----------------- | ------ | ----- |
| 1.      | Teodor Kocerka  | Polska            | 7:41,8 | Q     |
| 2.      | Jack Kelly      | Stany Zjednoczone | 7:42,0 |       |
| 3.      | František Reich | Czechosłowacja    | 7:55,0 |       |

Bieg 3
| Pozycja | Zawodnik       | Reprezentacja     | Czas   | Uwagi |
| ------- | -------------- | ----------------- | ------ | ----- |
| 1.      | Ian Stephen    | Południowa Afryka | 7:38,6 | Q     |
| 2.      | Günther Schütt | Protektorat Saary | 7:42,9 |       |
| 3.      | Eduardo Risso  | Urugwaj           | 7:50,5 |       |

### Finał
| Pozycja | Zawodnik       | Reprezentacja     | Czas   | Uwagi |
| ------- | -------------- | ----------------- | ------ | ----- |
| złoto   | Jurij Tiukałow | ZSRR              | 8:12,8 |       |
| srebro  | Mervyn Wood    | Australia         | 8:14,5 |       |
| brąz    | Teodor Kocerka | Polska            | 8:19,4 |       |
| 4.      | Tony Fox       | Wielka Brytania   | 8:22,5 |       |
| 5.      | Ian Stephen    | Południowa Afryka | 8:31,4 |       |